# Machine de Hebern
 (décembre 2023).
Si vous disposez d'ouvrages ou d'articles de référence ou si vous connaissez des sites web de qualité traitant du thème abordé ici, merci de compléter l'article en donnant les références utiles à sa vérifiabilité et en les liant à la section « Notes et références ».

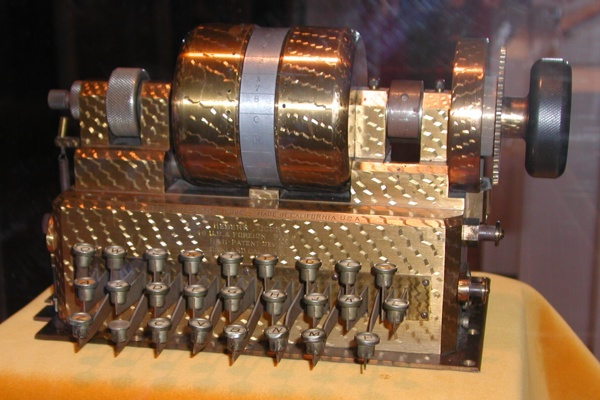
Un rotor de la machine de Hebern

La machine de Hebern est une machine électromécanique de chiffrement inventée en 1917 par l'Américain Edward Hugh Hebern et brevetée en 1918. Une partie électrique était combinée à la partie mécanique habituellement rencontrée dans les machines à écrire de l'époque. Le chiffrement se trouvait entre deux et était assuré par un jeu de rotors. Il s'agissait de la première machine basée sur ce principe de rotations, concept qui fut largement repris par la suite notamment par la fameuse machine Enigma allemande, et même après la Seconde Guerre mondiale.

## Histoire
Hebern était un charpentier et entrepreneur dans le secteur de la construction. En 1908, il est emprisonné après avoir volé un cheval. Dans sa cellule, il passe son temps à inventer et plancher sur des systèmes permettant de chiffrer des messages. Après sa sortie de prison, il ne dispose pas des fonds nécessaires à la réalisation de son idée. En 1917, son idée lui revient et il invente la machine qui porte son nom. Il construit un prototype et le brevète en 1918.
Hebern lance alors une société financée par plusieurs investisseurs, la Hebern Electric Code, pour diffuser sa machine. Mais il doit faire face à la concurrence de Scherbius qui est l'inventeur d'Enigma. Agnes Meyer Driscoll, cadre à la section « Code and Signal » au sein du « Director of Naval Communications », le rejoint et travaille avec lui pendant deux ans. Elle quitte l'entreprise de Hebern, retourne à Washington et deviendra une cryptanalyste réputée au sein de la Navy (dans le département qui portera plus tard le nom de OP-20-G).
Durant plusieurs années, Hebern tente de vendre ses machines à l'armée américaine, aux banques et aux commerces. Le succès n'est pas au rendez-vous, la cryptographie étant un domaine encore peu connu et relativement négligé par les entités non-gouvernementales. Lors de son offre à l'armée, la machine fut analysée par William Friedman qui détecta des failles en un temps record. Ces failles, bien que réparables, plombèrent énormément les ventes au gouvernement.
Hebern ne fut jamais mis au courant de cette cryptanalyse. Ses investisseurs perdent patience et attaquent Herbern en justice pour fraude fiscale et manipulation de titres. Il retourne en prison durant une courte période mais n'abandonne pas pour autant l'idée de sa machine. La Navy en achètera quelques exemplaires en 1931, ce qui constituera une des rares ventes de son entreprise.

## Description

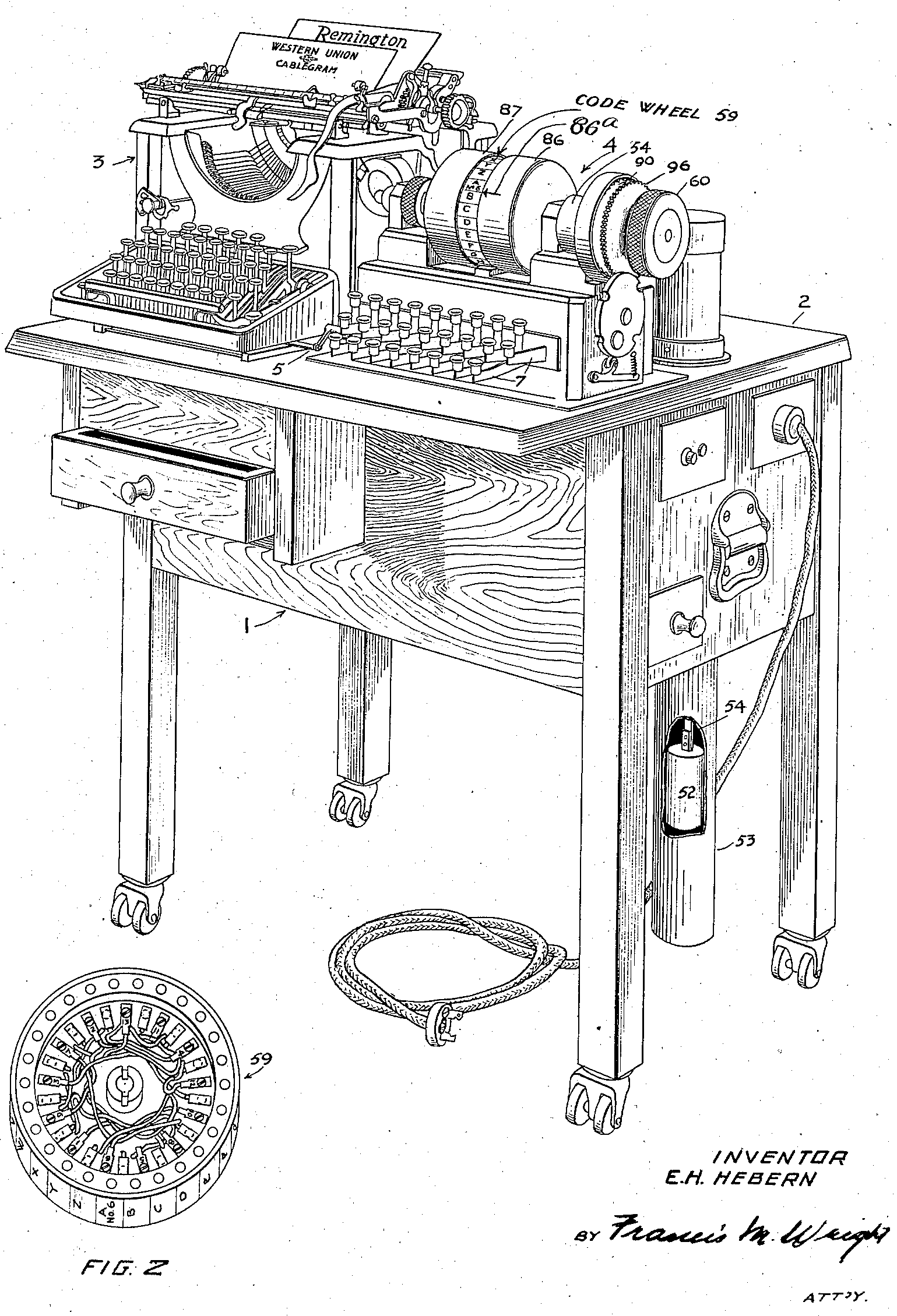
Le brevet de la « Hebern single-rotor machine » brevet n° 1510441

La clé dans la conception de Hebern était un disque avec des contacts électriques de chaque côté, aujourd'hui appelé rotor. Des fils électriques reliaient entre eux des contacteurs disposés sur chacune des faces du rotor, de sorte que chaque lettre d'une face était connectée à une lettre située sur l'autre face, de manière aléatoire. Ce câblage encodait donc une simple substitution monoalphabétique.
Quand l'utilisateur pressait une touche sur le clavier de la machine à écrire, un faible courant électrique fourni par une pile circulait depuis la touche vers l'un des contacts situé sur la face d'entrée du disque, suivait le câblage interne, et ressortait par un contact différent sur l'autre face.
Le courant entraînait alors le mécanisme d'une machine à écrire électrique qui frappait la lettre chiffrée, ou alternativement, allumait simplement une lampe ou encore perforait un ruban de télétype.
Normalement un tel système ne devrait pas être meilleur que les systèmes de chiffrement monoalphabétiques du XVIe s. Néanmoins, le rotor de la machine de Hebern était engrené au clavier de la machine à écrire de telle manière qu'après chaque frappe d'une touche, le rotor tournait et que donc l'alphabet de substitution était légèrement modifié. Ceci rendait le système tout aussi efficace que les chiffrements polyalphabétiques, mais d'une utilisation très simple. Les opérateurs plaçaient préalablement le rotor sur une position convenue et commençaient à entrer le texte au clavier. Pour déchiffrer le message, ils retournaient simplement le rotor dans son logement pour échanger les faces entrée / sortie, ce qui inversait toutes les substitutions. Ils n'avaient plus qu'à entrer le texte chiffré au clavier pour que s'imprime automatiquement le texte en clair.
Mieux encore, plusieurs rotors peuvent être placés de telle sorte que les contacts de sortie de l'un soient connectés aux contacts d'entrée du suivant. Dans cette configuration, le premier rotor fonctionne comme auparavant, en avançant d'une position à chaque frappe. Les rotors additionnels sont entraînés chacun par une came placée sur le rotor qui le précède, de sorte qu'ils avancent d'une position lorsque le rotor précédent accomplit une révolution complète. De la sorte, le nombre d'alphabets de substitution augmente considérablement. Pour des rotors de 26 lettres, 5 rotors « empilés » de cette façon autorisent 265 = 11,881,376 substitutions différentes.
William F. Friedman s'attaqua à la machine d'Hebern peu de temps après sa mise sur le marché dans les années 1920. Il décrypta rapidement toute machine similaire à celle d'Hebern, construite selon le principe d'une pile de rotors dont le premier, le rotor « rapide » tournait d'un cran à chaque lettre entrée. Dans ce cas, le texte chiffré se ramenait à des séries de chiffrements mono-substitutifs, chacune faisant 26 caractères de long. Il démontra que des techniques éprouvées et habituelles pouvaient être utilisées contre ces systèmes, à condition d'y engager les efforts suffisants.
Bien sûr, cette démonstration devait rester secrète. Ce qui peut expliquer pourquoi l'Armée de terre et la Marine des États-Unis refusèrent de s'équiper des machines d'Hebern, à la grande surprise de ce dernier.